# Glossobalanus mortenseni
Glossobalanus mortenseni är en djurart som tillhör fylumet svalgsträngsdjur, och som beskrevs av van der Horst 1932. Glossobalanus mortenseni ingår i släktet Glossobalanus och familjen Ptychoderidae. Inga underarter finns listade i Catalogue of Life.